# Phoebe McQueen
Phoebe McQueen (previamente: Jackson), es un personaje ficticio de la serie de televisión Hollyoaks, interpretado por la actriz Mandip Gill del 17 de enero de 2012 hasta el 16 de junio de 2015.

## Biografía
Phoebe aparecer por primera vez en enero del 2012 cuando comienza a vivir en las calles y se hace amiga de George Smith, cuando se encuentran con Callum Kane, Phoebe le dice que no debe confiar en él ya que era un extraño, cuando Phoebe va al centro comercial termina robando varios objetos para venderlos. Callum decide unirse a George y Phobe para ver cómo vivían pero deja su reloj y cuando los nuevos inquilinos de la casa llegan se tienen que salir por lo que terminan viviendo en la calle, las cosas empeoran cuando Phoebe es atacada por un ladrón pero es salvada por Deena Hardman quien lleva a Phoebe y George a su casa para darles comida.
Pronto Phoebe desconfía de los motivos de Deena y cuando comienza a buscar a pistas en su casa encuentra la foto de un niño que Phoebe sabía que estaba desaparecido y pronto Phebe se da cuenta de que Deena estaba involucrada en el tráfico de personas, las cosas empeoran cuando ella y George intentan escapar aparece Graham Hardman el cómplice y esposo de Deena y los detiene y les revela que él había sido el ladrón que había atacado a Phoebe días antes, Phoebe y George logran escapar pero cuando se separan  Deena va tras ella y Graham sigue a George. Cuando George se encuentra con Callum le dice que creía que Phoebe no había podido escapar de Deena pero cuando encuentran su pulsera creen que sí había podido escapar pero cuando Phoebe regresa a la villa George se alivia al verla con vida y Phoebe lo convence de huir con ella, George acepta sin saber que en realidad Phoebe ayudaba a Deena y Graham a atraparlo luego de que la amenazaran con lastimar a su perro.
Más tarde Phoebe logra huir de un cliente que le había pagado a Deena para tener sexo con ella por lo que Graham mata a su perro, la pareja no le da de comer y estresada por lo sucedido Phoebe se desmaya y cuando Deena la encuentra se la lleva, George la encuentra en el hospital y cuando Phoebe se despierta decide huir con él para evitar que la policía la detuviera y la regresara a servicios sociales, sin embargo cuando Phoebe se da cuenta de que George quiere regresar a su hogar le dice que lo haga pero él le dice que no regresará sin ella. Por lo que Phoebe decide contactar a una mujer que le debía para que pretendiera ser su madre, al regresar a la villa Phoebe se muda con Martha Kane. 
Cuando el director Patrick Blake no deja que George regrese a la escuela Phoebe decide comenzar un incendio pero es arrestada. No mucho después cuando su madre Mel llega a la villa Jacqui McQueen decide protegerla y pronto la adopta junto a su esposo Rhys Ashworth. Al inicio se le dificulta ajustarse a una vida "normal" y cuando comienza a asistir a la escuela en septiembre constantemente tiene enfrentamientos con Maddie Morrison y cuando Phoebe descubre que Maddie intimidaba a Esther Bloom comienza a defender a Esther lo que ocasiona que ella y Maddie tuvieran constantes enfrentamientos.
Phoebe queda destrozada cuando Rhys muere luego de quedar atrapado debajo de una pared de escombros luego de que el minibus que manejaba Maddie chocara el lugar donde se celebraba la boda de Ste Hay & Doug Carter y la de Tony Hutchinson & Cindy Cunningham al intentar esquivar a Leah Barnes, sin embargo poco después se enfurece y termina incendiando las cosas de Rhys cuando descubre que él había engañado a Jacqui. Afectada y sintiéndose culpable por las muertes Esther intenta suicidarse pero no lo logra y, cuando Phoebe confronta a las personas que intimidaban a Esther y la habían obligado a suicidarse, es suspendida por Patrick.
Más tarde Phoebe ayuda a Jacqui a liberar a un grupo de personas que habían sido traídas ilegalmente por Trevor Royle lo que lo deja furioso, entre ellos Phoebe conoce al inmigrante Vincent Elegba, cuando Maxine Minniver se desmaya durante una fiesta Vincent la ayuda a recuperarse y se queda a su lado hasta que las ambulancias lleguen. Sin embargo cuando Phoebe se da cuenta de que Vincent podría meterse en problemas con la policía por estar como ilegal le dice que se vaya antes de que ellos lleguen al club, luego le da dinero y le permite dormir en su cuarto y pronto comienza a tener sentimientos por Vincent. Cuando Vincent le cuenta a Phoebe que su amigo Akin le había dicho que sería deportado Phoebe se pone en contacto con Trevor sin saber que él había traído ilegalmente a Vincent para pedirle un pasaporte falso sin embargo Trevor le dice que tendría que pagarle £500 para obtenerlo al darse cuenta de que no podía pagar tanto dinero Phoebe acude a Paul Browning y le pide dinero, pero en vez de ayudarla Paul pone una foto de Phoebe en el historial médico de una de sus pacientes ricas la señora Rahj quien tenía una enfermedad terminal y le hace creer que Phoebe es su nieta, la señora Rahj le da a Phoebe su brazalete, aunque se siente culpable por el plan de Paul, Phoebe toma el brazalete y lo vende para obtener el dinero y así pagarle a Trevor.
Cuando Trevor descubre que Phoebe es la hija adoptiva de Jacqui la secuestra y la obliga a decirle el paradero de Jacqui pero ella se niega, cuando George y Vincent se dan cuenta van a rescatarla y Ste logra convencer a Trevor de soltarla, sin embargo secuestra a Vincent y la amenaza con matarlo si no le llevaba a Jacqui en un plazo de 48 horas, cuando Phoebe regresa a su casa le cuenta a su familia lo sucedido y la amenaza de Trevor y Paul junto a las McQueen deciden planear un funeral falso y le dicen a Trevor que Jacqui había muerto y él les cree y suelta a Vincent.
Phoebe queda destrozada cuando descubre a Vincent y a George besándose, Vincent decide pedirle a Phoebe que sea su novia para probar que no le gustaban los hombres y ella acepta. Incapaz de aceptar su sexualidad y de sus sentimientos hacia George, Vincent decide proponerle matrimonio a Phoebe y ella acepta, la pareja se fuga a Derry, Irlanda del Norte para que Phoebe obtenga el permiso de su madre, durante la ceremonia son detenidos por George, Esther Bloom y Tilly Evans, molesta Phoebe termina golpeando a su mejor amigo George. Vincent finalmente revela sus verdaderos sentimientos por George lo que deja destrozada a Phoebe.
Más tarde cuando Finn O'Connor le cuenta a Phoebe que Robbie Roscoe había sido abusado por su tío ella decide apoyarlo, pero Robbie decide no mentirle a Phoebe ya que tenía sentimientos por ella y le revela que la historia sobre el abuso era mentira, lo que decepciona a Phoebe quien no puede creer que Robbie mintiera sobre algo tan serio.
El 16 de junio de 2015 Phoebe es asesinada en el hospital donde se encontraba recuperándose por el asesino en serie conocido como "Gloved Hand" luego de inyectarle morfina, lo que deja a su familia y a Robbie destrozados.